# Mark Lilla
Mark Lilla (Detroit, 1956) és un historiador de les idees, professor d'Humanitats a la Universitat de Colúmbia i columnista habitual a The New York Review of Books, New Republic, The New York Times i Letras Libres, entre altres publicacions. La seva obra inclou: Pensadores temerarios: Los intelectuales en la política (Debate, 2004) i El Dios que no nació: religión, política y el occidente moderno (Debate, 2010). Actualment escriu sobre la ignorància i la felicitat.